# Heidensee (Karow)
Der Heidensee ist ein See im Stadtgebiet von Plau am See im Landkreis Ludwigslust-Parchim, Mecklenburg-Vorpommern.
Der ovale, sich nach Süden verbreiternde See hat eine Fläche von 8,6 Hektar bei einer Länge von 490 Metern und einer Breite von 250 Metern. Dem See wird über Gräben aus dem Norden und Westen, unter anderem vom nahen Lebersee, Wasser zugeführt; über einen Graben zum nur 120 Meter entfernten Plauer See, der die dazwischen verlaufende Bundesstraße 103 unterquert, wird er entwässert. 
Während das Nordostufer des Heidensees an eine Ackerfläche grenzt, werden die übrigen Ufer von Wiesen, die Südwestecke auch von einer Baumgruppe umgeben. Im Süden befinden sich der Bauernhof der Hufe IV des weiter südöstlich gelegenen Dorfes Quetzin sowie eine Ansiedlung mit einer Schau-Imkerei und einem Bienenmuseum.
Ein stillgelegter Abschnitt der Bahnstrecke Güstrow–Meyenburg führt westlich am See vorbei.